# Afrikan Bogaïevski
Pour les articles homonymes, voir Bogaïevski.
Afrikan Petrovitch Bogaïevski (en russe : Африкан Петрович Богаевский), né le 8 janvier 1873 à Kamensk-Chakhtinski (Russie) et mort le 21 octobre 1934 à Paris (France), est un ataman des cosaques du Don, lieutenant-général et membre des armées blanches durant la guerre civile russe.

## Origines et formation
Descendant de la noblesse des cosaques du Don Afrikan Bogaïevski est le fils du commandant Piotr Grigorievitch Bogaïevski, vétéran de la guerre de Crimée.
Diplômé du corps des cadets du Don (1890), major de l’école de cavalerie Nicolas (1892), Bogaïevski entre dans le régiment de la garde Atamanski. De 1895 à 1900 il visite l’académie d’état-major puis sert dans l’état-major de la garde et de la région militaire de Saint-Pétersbourg. En décembre 1908 il est promu colonel et commande l’état-major de la 2e division de cavalerie de la garde.

## Première Guerre mondiale
Fin 1914 Bogaïevski commande le 4e régiment de hussards de Marioupol et reçoit, le 10 novembre, une épée de Saint-Georges en récompense de sa bravoure au combat.
De janvier à octobre 1915 il commande le régiment général des cosaques de la garde. Le 22 mars 1915 il devient général-major et fait partie, à partir du 21 mai, de la suite de sa majesté impériale. D’octobre 1915 à avril 1917 le général Bogaïevski commander la 1re division cosaque de Transbaïkalie.
Pour son rôle lors des combats vers Tarnopol il reçoit en 1917 l’Ordre de Saint-Georges de IVe classe. Durant l’été 1917 il commande la 1re division de la garde puis devient adjoint du chef d’état-major du 4e corps de cavalerie.

## Guerre civile

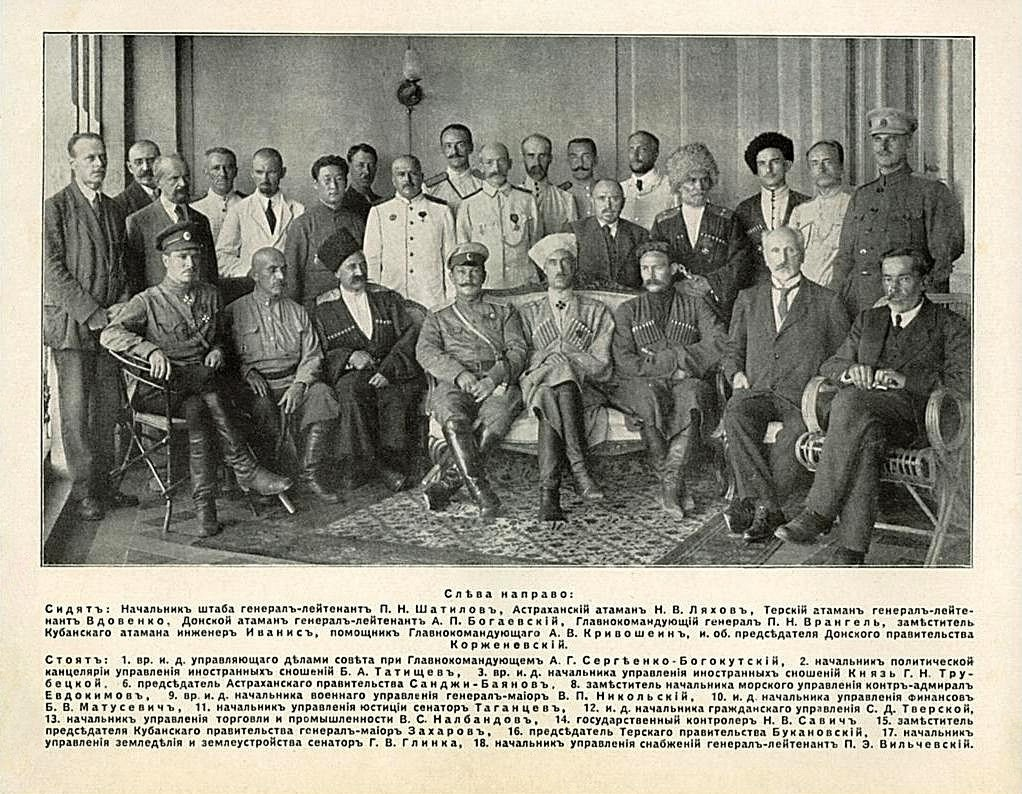
Membres du gouvernement du Sud de la Russie, 1920

Après la révolution d’octobre Bogaïevski quitte à Kiev la 1re division de la garde pour rejoindre le Don, manquant d’être fusillé par les bolchéviques en chemin. En décembre 1917 il arrive sur le Don.
Il participe à la première campagne du Kouban à la tête du détachement des partisans. En mars 1918 il commande la 2e brigade de l’armée des volontaires.
De mai 1918 à janvier 1919 il fait partie du gouvernement de la Grande armée du Don de l’ataman Krasnov. En février 1919 il remplace ce dernier au poste d’ataman du Don. De janvier à février 1920 l’ataman Bogaïevski préside le gouvernement du Sud de la Russie puis rejoint le général Wrangel en Crimée qu’ils quittent ensemble en novembre 1920.

## Confrontation entre Bogaïevski et Krasnov
En exil l’ancien ataman Krasnov et l’ataman Bogaïevski tentèrent chacun de rallier les cosaques autour de leur personne et de redonner une structure aux unités cosaques. Wrangel se rangea du côté de Bogaïevski qui proposa de réunir les cosaques du Don, du Kouban, du Terek et d’Astrakhan.
La tentative de Krasnov de se faire élire ataman à la place de Bogaïevski en février 1922 échoua, le soutien de ce dernier dans la communauté cosaque en sortant renforcé. Bogaïevski resta ataman jusqu’à la fin de ses jours, le « dernier ataman élu en terre du Don ».

## Exil

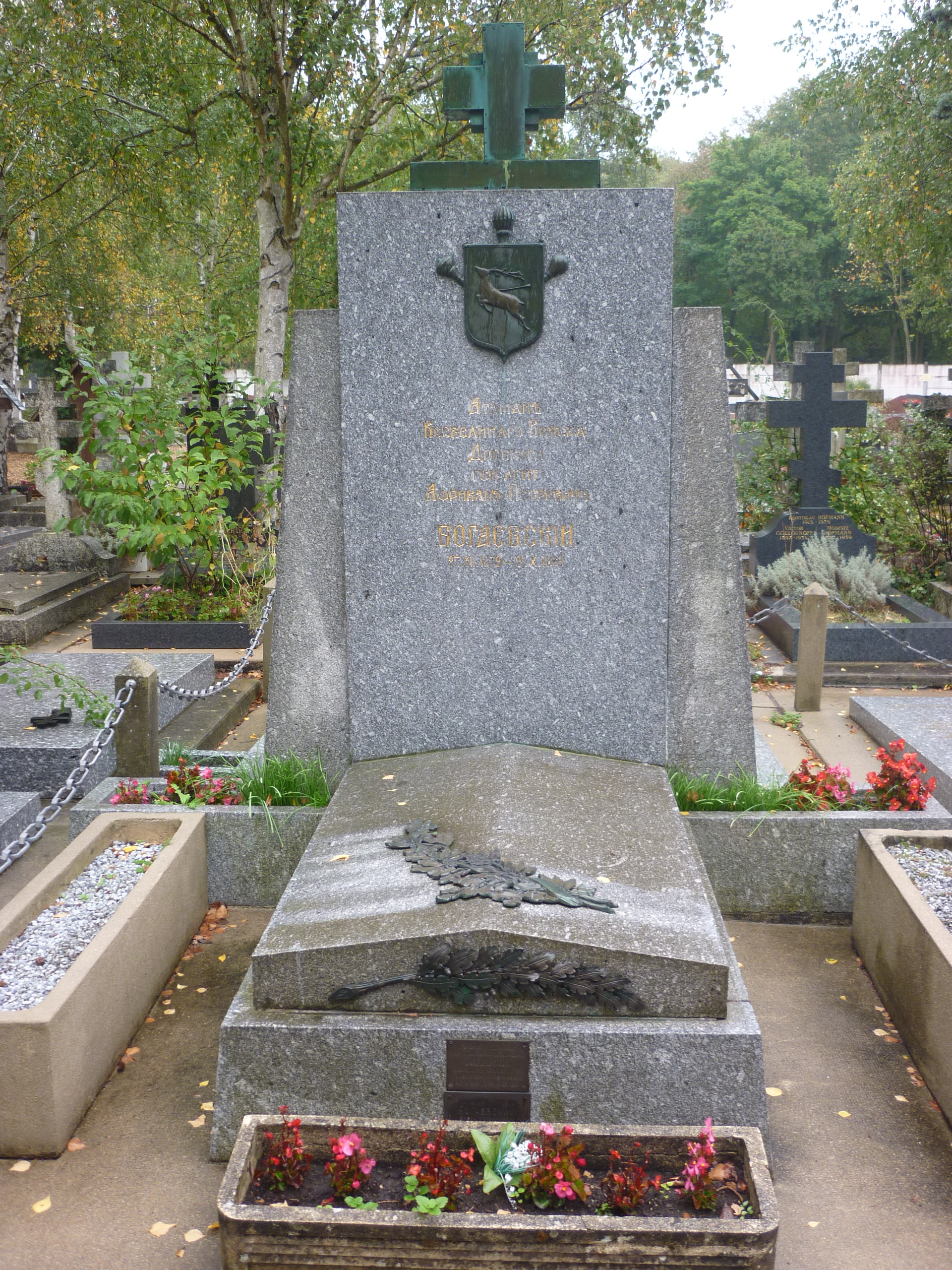
Tombe de l’ataman Bogaïevski

Après un passage par Constantinople, Sofia et Belgrade, Bogaïevski s’installe en 1923 à Paris. Son secrétaire est le colonel cosaque Alexandre Nikitovitch Choulguine.
Afrikan Bogaïevski meurt le 21 octobre 1934 d’une crise cardiaque et est enterré le 28 octobre dans le cimetière russe de Sainte-Geneviève-des-Bois.